# Bekardzik czarny
Bekardzik czarny (Pachyramphus niger) – gatunek małego ptaka z rodziny bekardowatych (Tityridae). Występuje endemicznie na Jamajce. Monotypowy.

## Morfologia
Osiąga wielkość 18 cm i masę 39–41 gramów.
Zarówno samiec, jak i samica mają dużą, zaokrągloną głowę i duży czarny dziób. U samca upierzenie jest całkowicie czarne, błyszczące u góry i w odcieniu sadzy u dołu. U podstawy skrzydła znajduje się mała biała plama, widoczna tylko w locie. Oczy ciemnobrązowe, a nogi są czarniawe. Samica znacznie różni się od samca, a jej barwy obejmują: czerwonawo-brązowy w górnej części upierzenia, jasnoszary u dołu i ciemnobrązowy na koronie. Policzki, szyja i gardło są barwy cynamonu. Osobniki młodociane wyglądem przypominają samicę.

## Ekologia i zachowanie
Zamieszkuje otwarte i wysokie lasy oraz skraje lasów na terenach pagórkowatych i w niskich górach. Żywi się owadami i owocami (zwłaszcza figami). Sezon lęgowy przypada na okres od marca do czerwca. Samica składa 3 bladobiałe jaja z ciemnoszarym plamkowaniem przy szerszym końcu. 

## Status
Przez IUCN bekardzik czarny klasyfikowany jest jako gatunek najmniejszej troski (LC, Least Concern). Wielkość populacji nie została liczbowo określona, ale gatunek ten jest opisywany jako „dość pospolity”. Ze względu na brak dowodów na spadki liczebności bądź istotne zagrożenia dla gatunku BirdLife International uznaje trend liczebności populacji za prawdopodobnie stabilny.